# Cidade Velha (Praga)

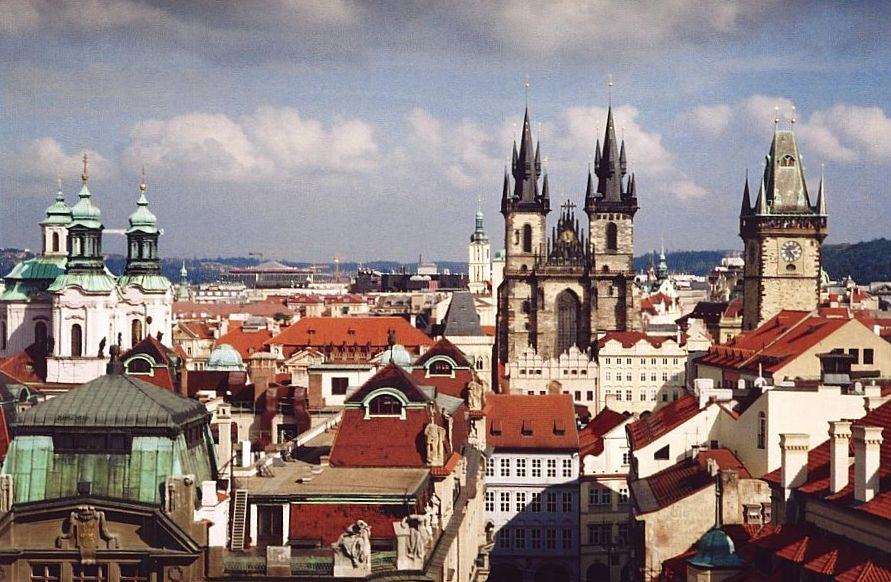
Staré Město

A Cidade Velha (Staré Město) ou Velha Cidade de Pragas (Staré Město pražské) é junto como o Castelo de Praga, a parte mais antiga da cidade Praga, seu centro histórico. Situa-se na margem direita do Vltava e ocupa uma área relativamente restrita de 129 hectares. Até 1784 a Cidade Velha era uma municipalidade independente, como eram as municipalidades “irmãs” (Malá Strana (Praga), e Hradčany (Praga) e Nové Město (Praga)), data em que as quatro comunas de Praga se fundiram numa só cidade com 4 distritos.
Essa área se chama velha cidade em oposição à  Nové Město, cidade nova fundada por Carlos IV, Sacro Imperador Romano-Germânico no século XVI e que tem uma superfície da ordem de 250 ha. A cidade Velha é separada da Cidade Nova pelas ruas Národní (nacional), Na Příkopě (sovbre o fosso) et Revoluční (da revolução). Está separada de Malá Stran pelo Vltava e ambas se ligam pela Ponte Carlos.
A Cidade Velha inclui Josefov, seu antigo gueto, administrado por muito tempo por autoridades judias.

## História
Em 1338, os vereadores da Cidade Velha de Praga receberam permissão do Rei da Boêmia para comprar uma magnífica casa patrícia da família Volfino de Kamene (Wolfang von Stein) e reconstruí-lo em sua prefeitura - o ainda existente Old Town Hall.
Em meados do século XIV, a importância da Cidade Velha de Praga aumentou rapidamente. A cidade estava prosperando graças ao desenvolvimento do comércio e artesanato e tornou-se uma das mais importantes metrópoles  Europa Central. Seu brilho e fama aumentaram ainda mais quando o rei da Boêmia, Carlos IV, tornou-se imperador romano em 1355. De repente, a atenção de toda a Europa medieval se voltou para Praga, a residência da cabeça do Sacro Império Romano. A prefeitura original foi ampliada por uma imponente torre de pedra quadrada, um símbolo do poder e orgulho do conselho municipal da primeira cidade do Reino e do Império. Em 1364, quando foi concluída, a torre era a mais alta da cidade.

## Arquitetura
O visitante não pode deixar de se encantar pela beleza e diversidade arquitetônica da Cidade Velha de Praga, que apresenta um amálgama de estilos de arquitetura, sendo que numa mesma rua pode haver uma igreja de estilo romano, uma torre gótica, uma casa renascentista, um palácio barroco, um banco Art Nouveau e uma galeria de comércio contemporânea.
Principaux sites:
- A Praça da Cidade Velha (Staroměstské náměstí),, com o befroi (dispositivo para manusear os sinos), o Relógio astronômico, a Igreja Nossa Senhora de Týn, o monumento aq Jan Hus obra de František Bílek, o Palácio Kinský
- A Praça da República (Náměstí Republiky) com a Casa Comunal e a Torre de Pólvora de Praga.
- Týn, o núcleo inicial da Cidade Velha
- O complexo Clementinum da Praga
- A Casa da Virgem Negra de Praga
- O Palácio Clam Gallas
- A Sede Municipal
- O Convento de Santa Agnes

## Imagens

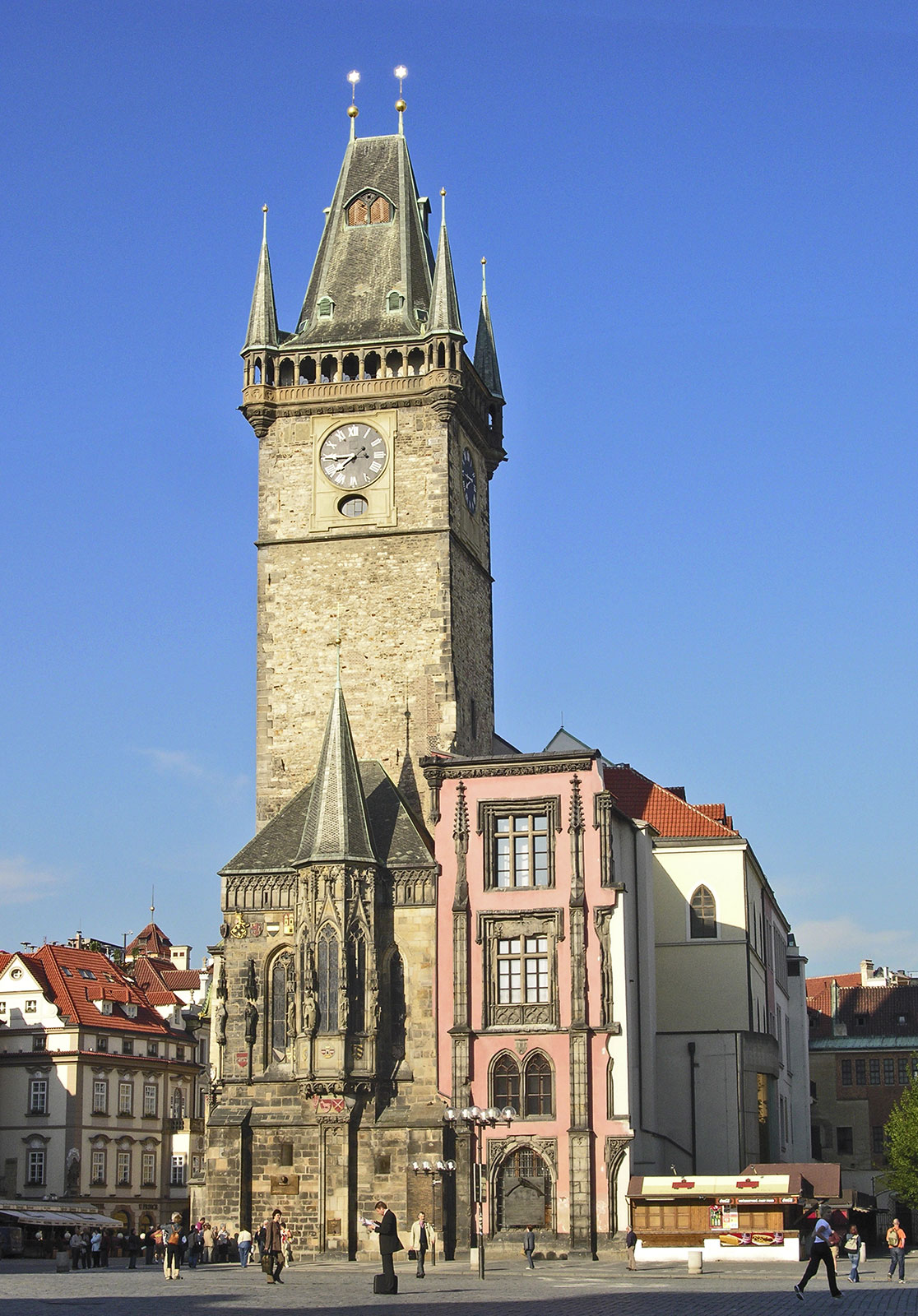
Beffroi – Prefeitura da Cidade Velha
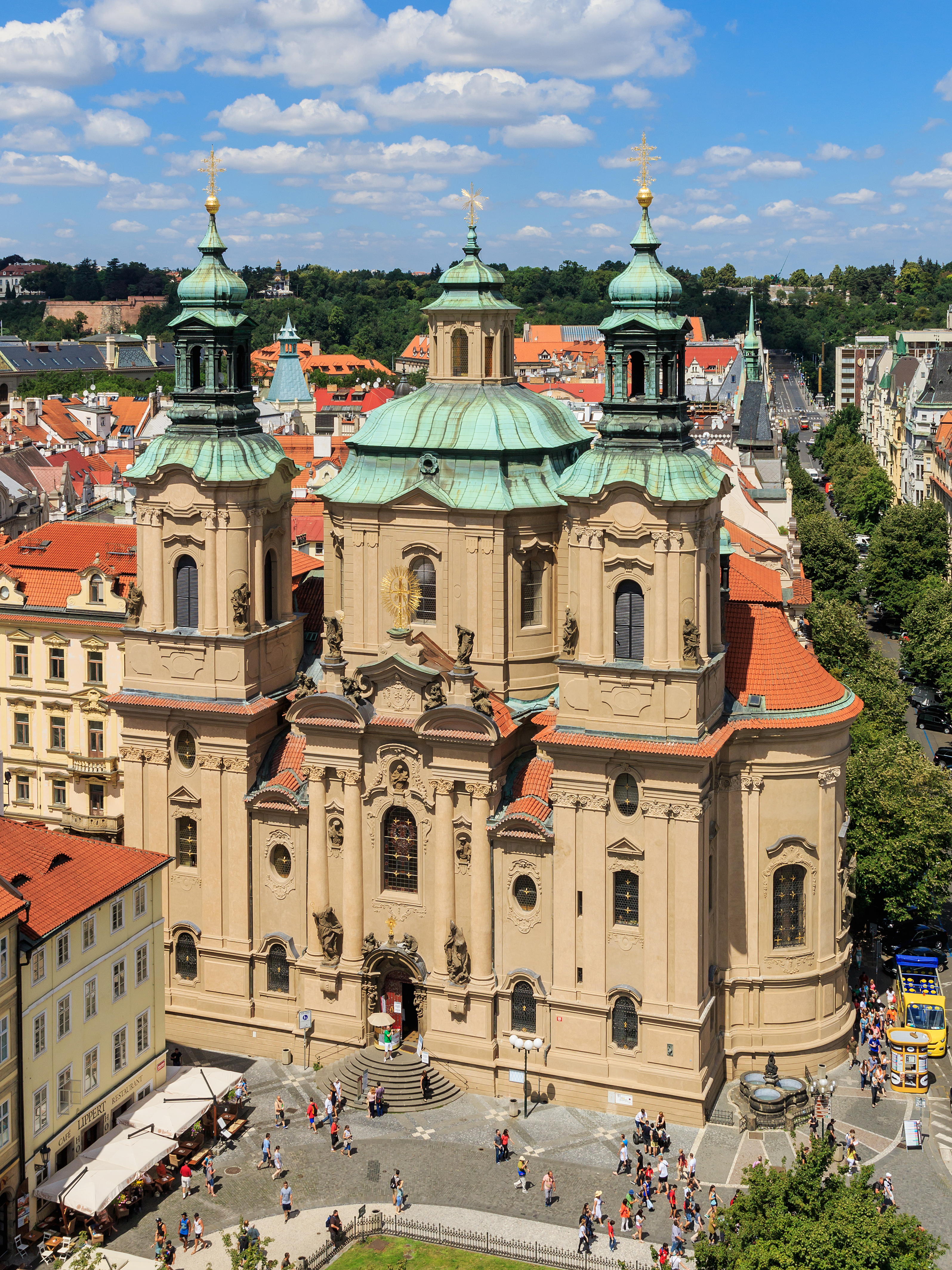
Igreja de São Nicolau
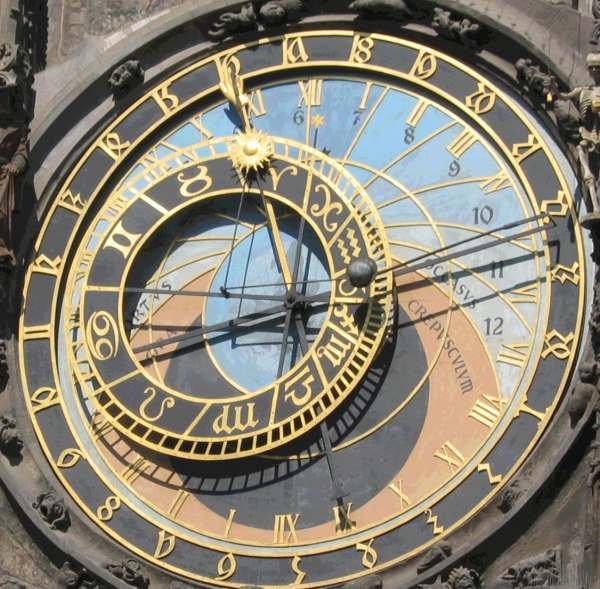
Relógio astronômico
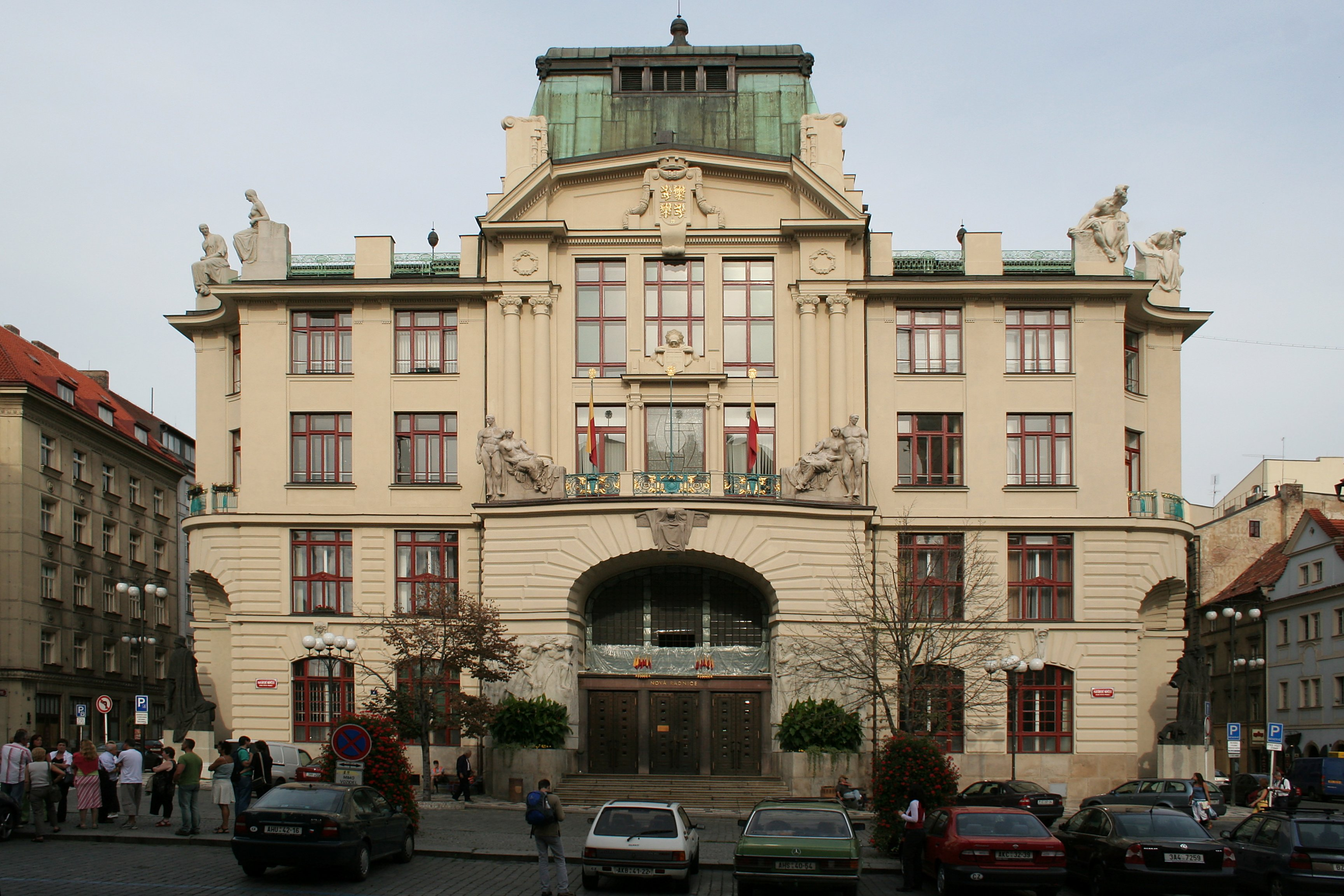
Prefeitura de Praga
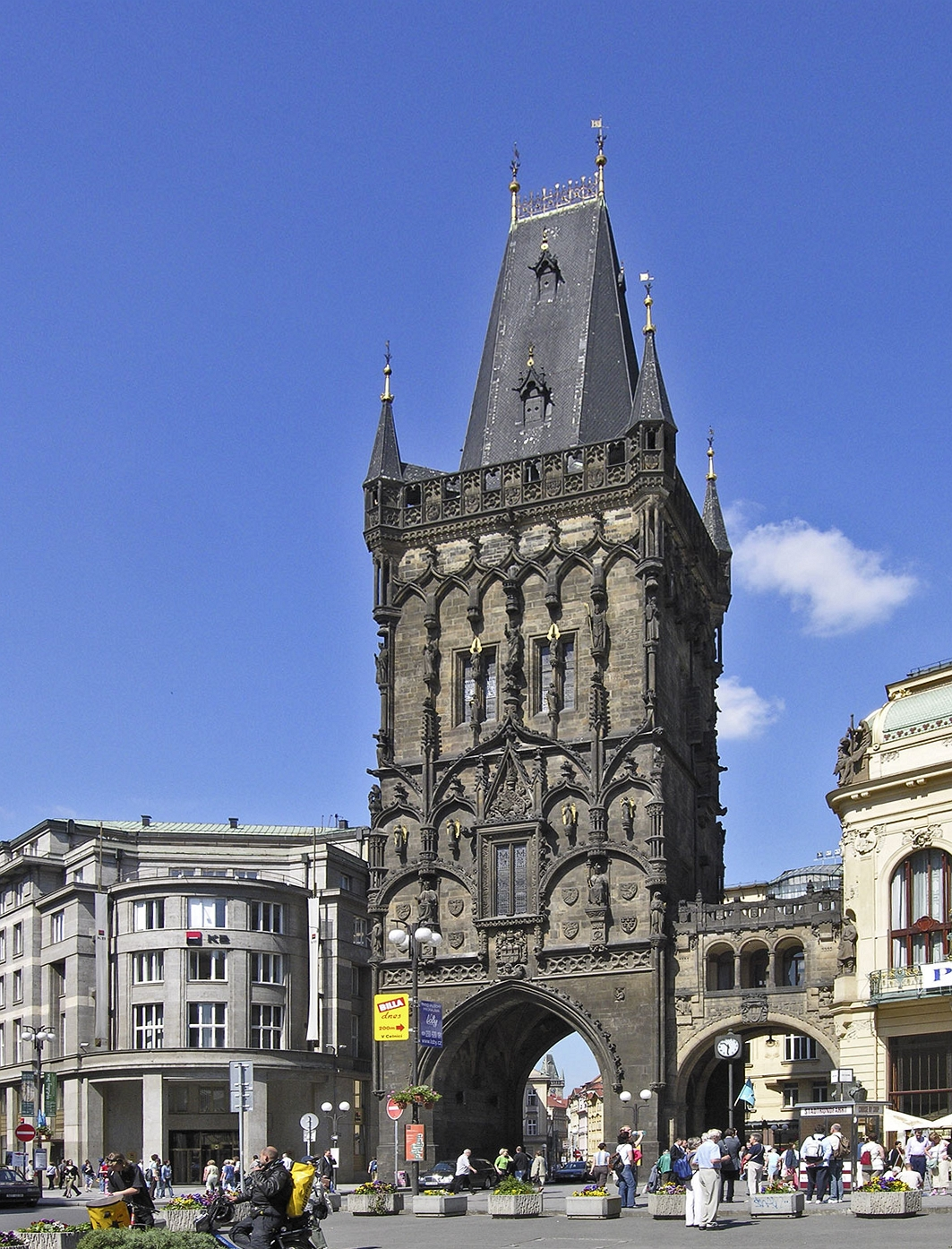
Torre da Pólvora de Praga
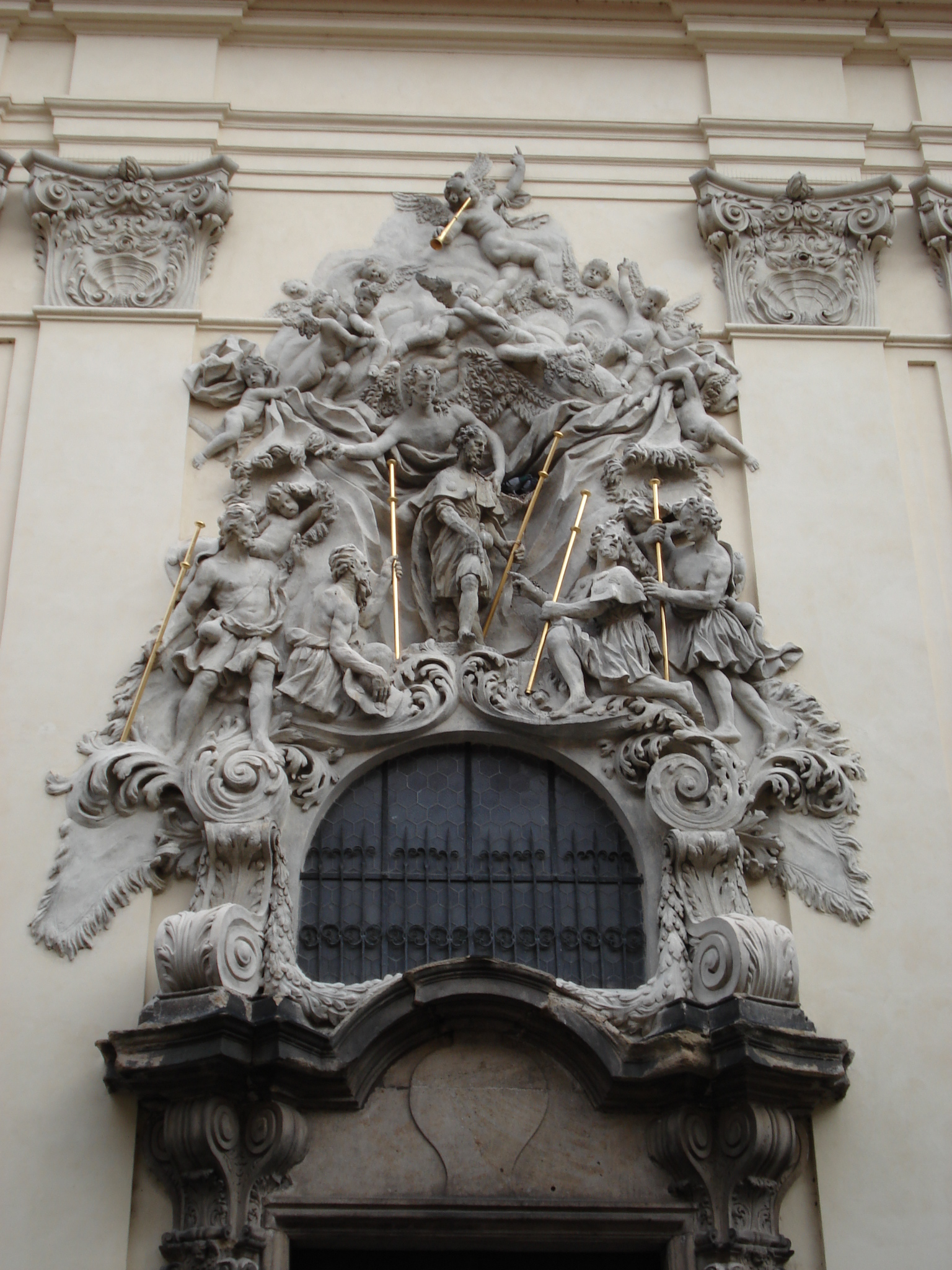
Portal Barroco de São Tiago
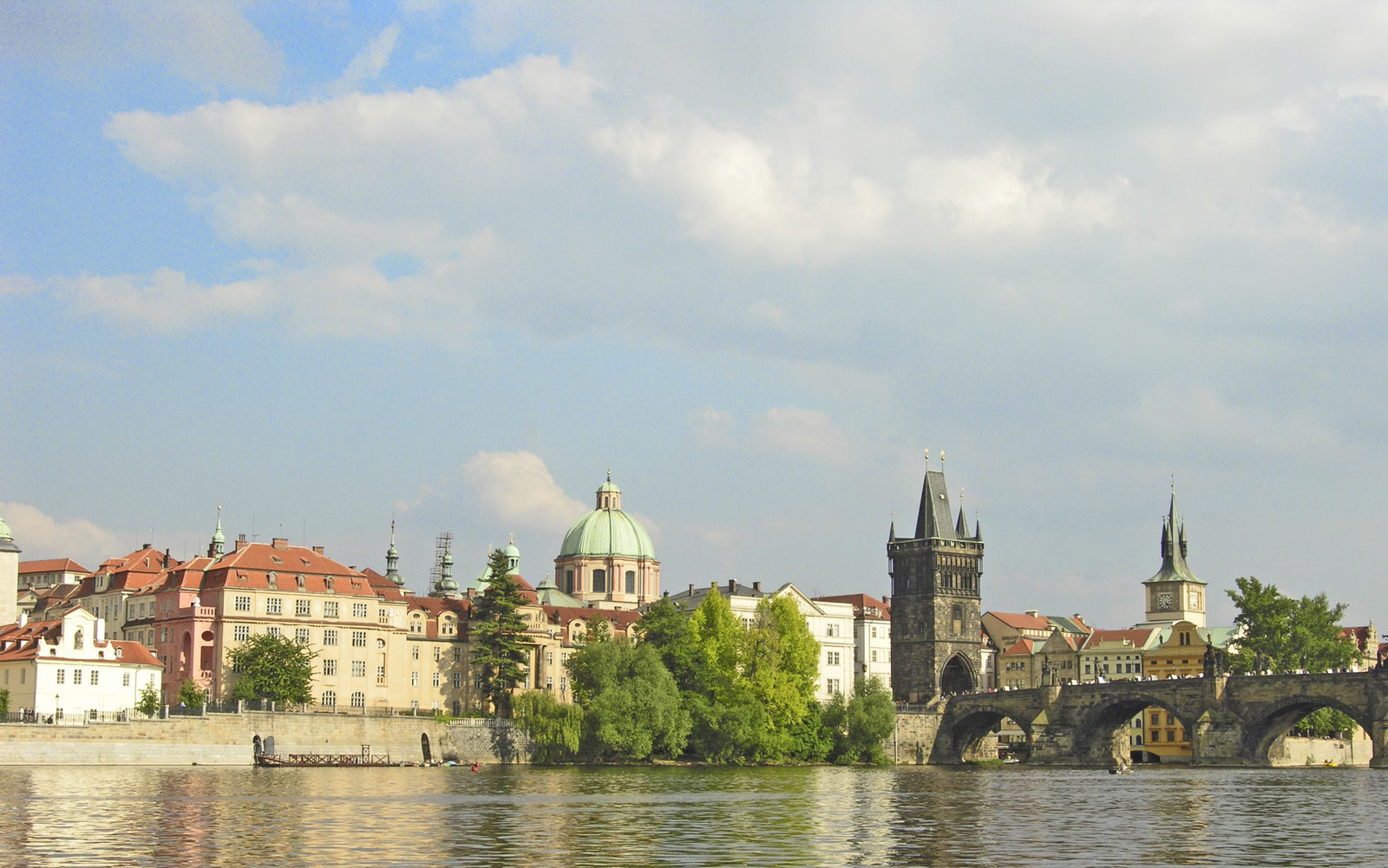
Panorama visto do Moldava (Vltava) com a Ponte Carlos
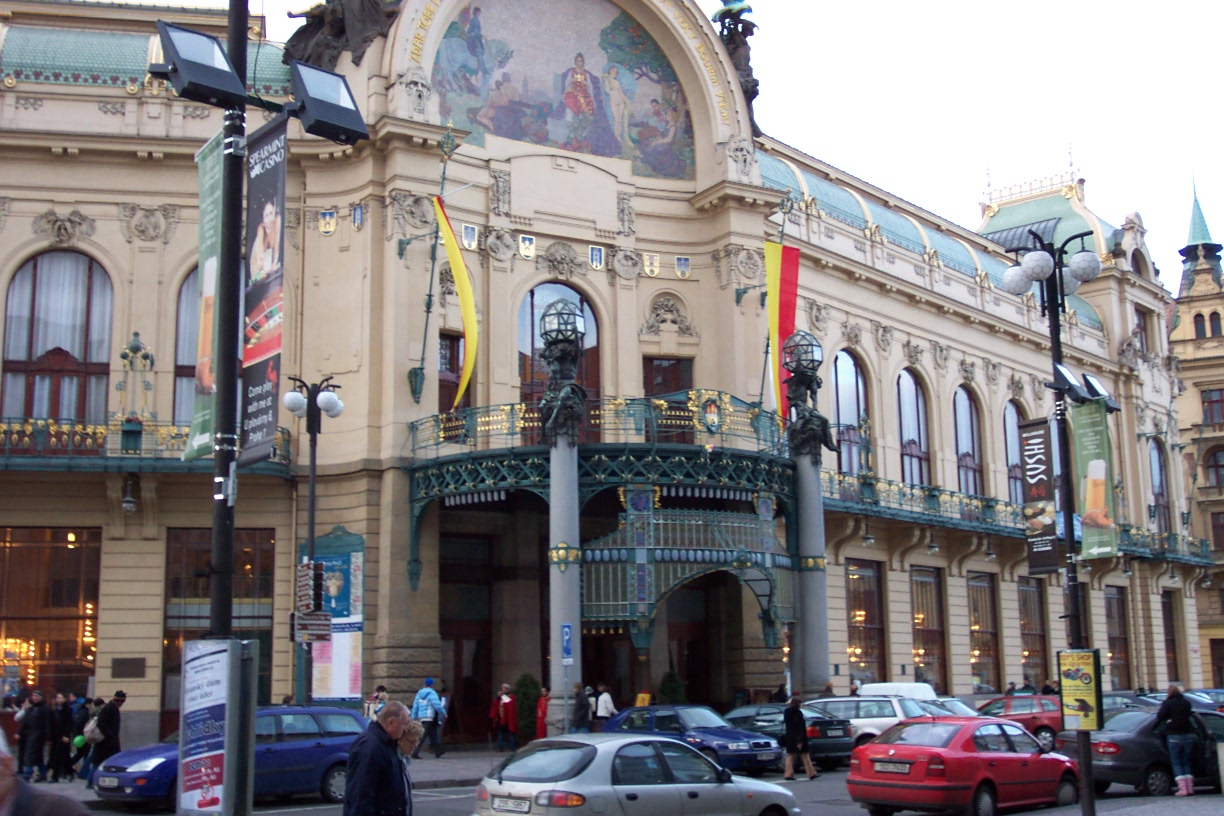
Sede Municipal
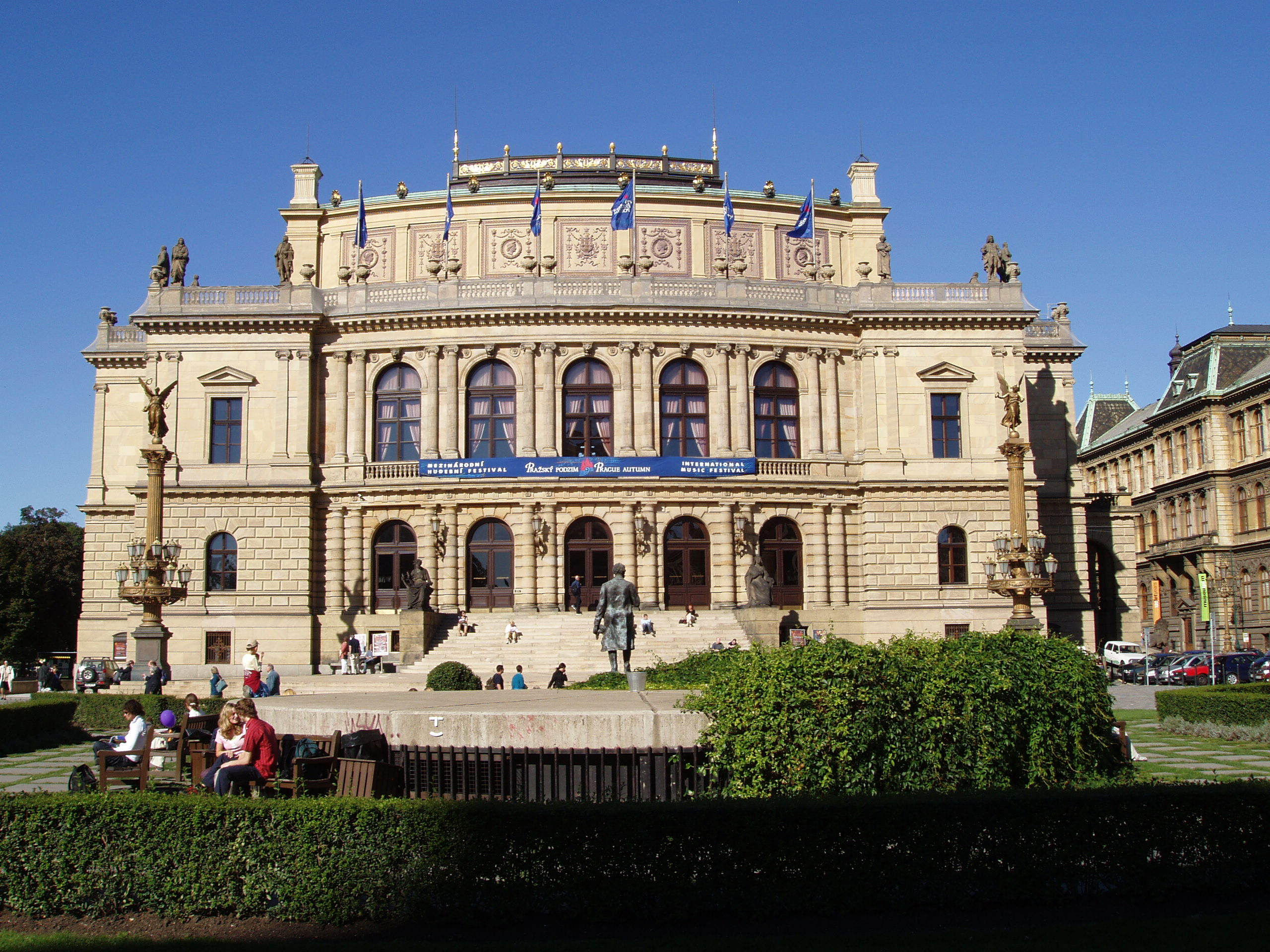
Rudolfinum
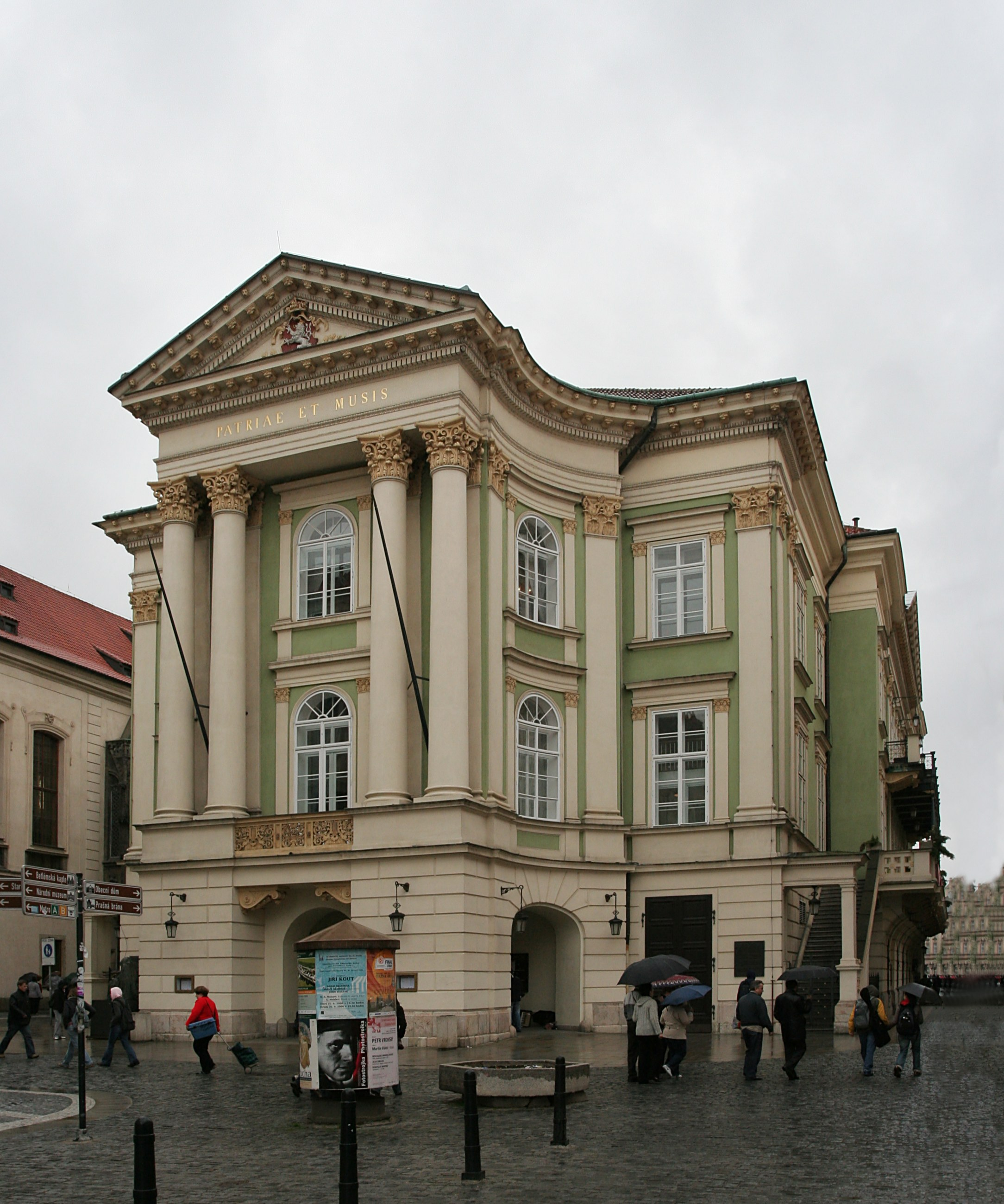
Teatro dos Estados
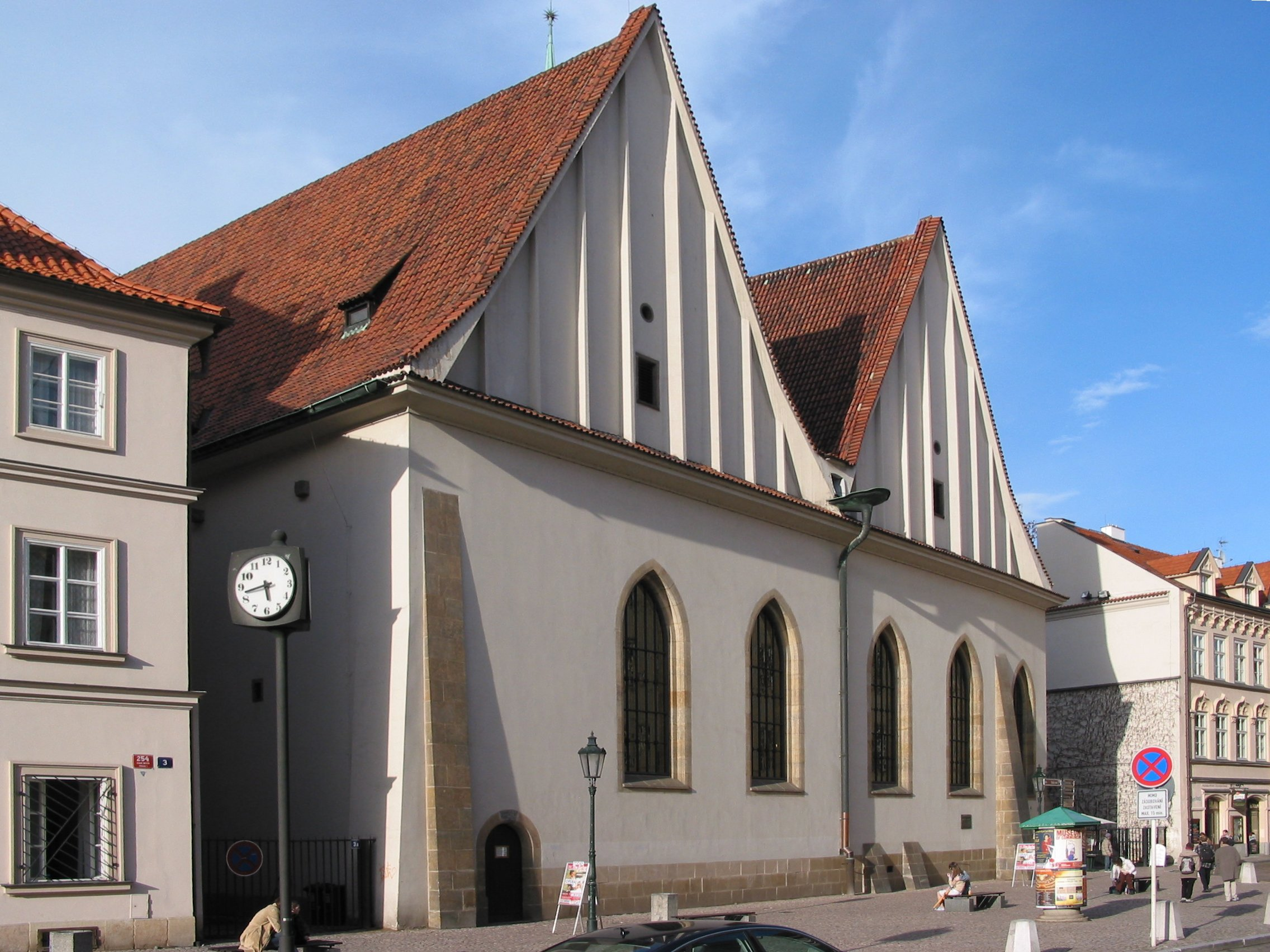
Capela de Belém
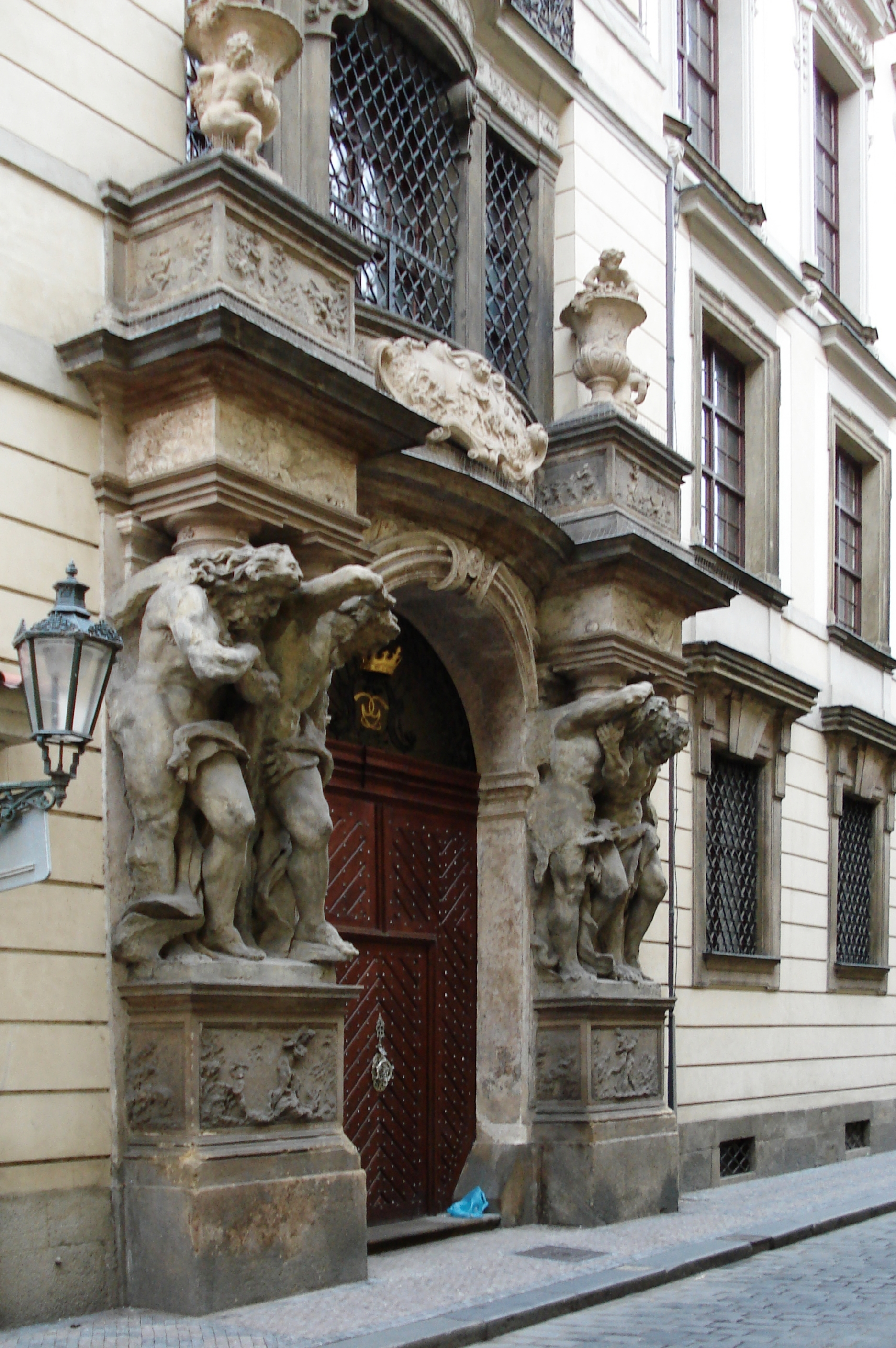
Palácio Clam-Gallas de Praga